# 及川宣士
及川 宣士（おいかわ のぶじ、1944年6月8日 - ）は、岩手県釜石市出身の元プロ野球選手。ポジションは投手。

## 来歴・人物
東北高校では1961年、2年生の時に夏の甲子園に一塁手として出場。2回戦で岐阜商に敗退。高校同期に日下正勝左翼手、村上宏通二塁手（阪急ブレーブス）がいる。翌年の夏は東北大会準決勝に進出、リリーフとして登板するが、保原高に敗れ甲子園出場を逸した。
1963年に大洋ホエールズに入団。同年オフには高橋重行らとともに整理対象寸前であったが、翌年からコーチ就任予定の別所毅彦に手の大きさを着目されて現役を続けることになる。別所からフォークボールを伝授され、1965年4月27日に一軍初先発、阪神タイガースのジーン・バッキーと投げ合い3安打完封、初勝利を飾る。同年は先発陣の一角として9勝を挙げ、規定投球回に達し防御率3.16でリーグ21位に入った。その後も毎年30試合前後に登板するが、結果を残せず徐々に登板機会を減らす。1972年はわずか1試合の登板に留まり、同年オフに佐藤一誠とともに太平洋クラブライオンズへ移籍。
1973年は4試合の登板で未勝利に終わり、この年を最後に引退した。
1978年に岸和田リトルの栄川良秀監督から、抜群の素質を持つ小学生、清原和博の指導に関して相談を受ける。岸和田シニアの監督である及川が、特別コーチとして、当時の清原の弱点であった下半身強化のための特別な練習メニューを作り指導した。清原の中学入学後も、及川は岸和田シニアの監督として引き続き清原を指導した。

## 選手としての特徴
オーバースローから重い球を投げ込み、球種はスライダー、カーブ、シュート、フォークボールであった。1965年にはシーズン最多暴投(14暴投)のプロ野球タイ記録を作り、1965年から1967年まで3年連続でシーズン最多暴投を記録している。

## 人物
現役時代のニックネームは「アパッチ」。同名映画に主演した際のバート・ランカスターに風貌が似ていたことから付けられた。
大変な酒豪として知られ、合宿所で数十本のビールを飲み、酔っぱらって階段の二階から転落。入口のガラス戸に頭から突っ込み血まみれになるも奇跡的に軽傷で済んだ、というエピソードもある。

## 詳細情報

### 年度別投手成績
| 年 度     | 球 団     | 登 板 | 先 発 | 完 投 | 完 封 | 無 四 球 | 勝 利 | 敗 戦 | セ 丨 ブ | ホ 丨 ル ド | 勝 率 | 打 者 | 投 球 回 | 被 安 打 | 被 本 塁 打 | 与 四 球 | 敬 遠 | 与 死 球 | 奪 三 振 | 暴 投 | ボ 丨 ク | 失 点 | 自 責 点 | 防 御 率 | W H I P |
| --------- | --------- | ----- | ----- | ----- | ----- | -------- | ----- | ----- | -------- | ----------- | ----- | ----- | -------- | -------- | ----------- | -------- | ----- | -------- | -------- | ----- | -------- | ----- | -------- | -------- | ------- |
| 1965      | 大洋      | 39    | 27    | 3     | 1     | 0        | 9     | 10    | --       | --          | .474  | 689   | 165.1    | 137      | 16          | 60       | 2     | 8        | 97       | 14    | 0        | 74    | 58       | 3.16     | 1.19    |
| 1966      | 大洋      | 36    | 12    | 1     | 0     | 0        | 3     | 7     | --       | --          | .300  | 416   | 94.2     | 97       | 9           | 46       | 5     | 6        | 67       | 7     | 1        | 47    | 42       | 3.98     | 1.51    |
| 1967      | 大洋      | 28    | 18    | 0     | 0     | 0        | 3     | 10    | --       | --          | .231  | 414   | 91.2     | 99       | 10          | 36       | 2     | 7        | 44       | 6     | 0        | 55    | 47       | 4.60     | 1.47    |
| 1968      | 大洋      | 31    | 19    | 0     | 0     | 0        | 2     | 5     | --       | --          | .286  | 470   | 109.1    | 97       | 9           | 52       | 0     | 4        | 82       | 2     | 0        | 54    | 51       | 4.21     | 1.36    |
| 1969      | 大洋      | 22    | 10    | 1     | 1     | 0        | 2     | 4     | --       | --          | .333  | 245   | 53.2     | 62       | 9           | 24       | 1     | 2        | 32       | 3     | 0        | 29    | 26       | 4.33     | 1.60    |
| 1970      | 大洋      | 11    | 5     | 0     | 0     | 0        | 2     | 2     | --       | --          | .500  | 131   | 31.1     | 32       | 4           | 9        | 1     | 3        | 17       | 1     | 0        | 14    | 14       | 4.06     | 1.31    |
| 1972      | 大洋      | 1     | 1     | 0     | 0     | 0        | 0     | 1     | --       | --          | .000  | 14    | 3.0      | 4        | 0           | 2        | 0     | 0        | 3        | 0     | 0        | 2     | 2        | 6.00     | 2.00    |
| 1973      | 太平洋    | 4     | 0     | 0     | 0     | 0        | 0     | 0     | --       | --          | ----  | 19    | 5.0      | 5        | 1           | 1        | 0     | 0        | 3        | 0     | 0        | 3     | 3        | 5.40     | 1.20    |
| 通算：8年 | 通算：8年 | 172   | 92    | 5     | 2     | 0        | 21    | 39    | --       | --          | .350  | 2398  | 554.0    | 533      | 58          | 230      | 11    | 30       | 345      | 33    | 1        | 278   | 243      | 3.95     | 1.38    |

- 各年度の太字はリーグ最高

### その他の記録
- シーズン最多暴投：14、1965年 ※当時のNPBタイ記録（1991年に野茂英雄が更新）

### 背番号
- 44 （1963年 - 1965年、1968年 - 1972年）
- 16 （1966年 - 1967年）
- 30 （1973年）